# Coudenberg

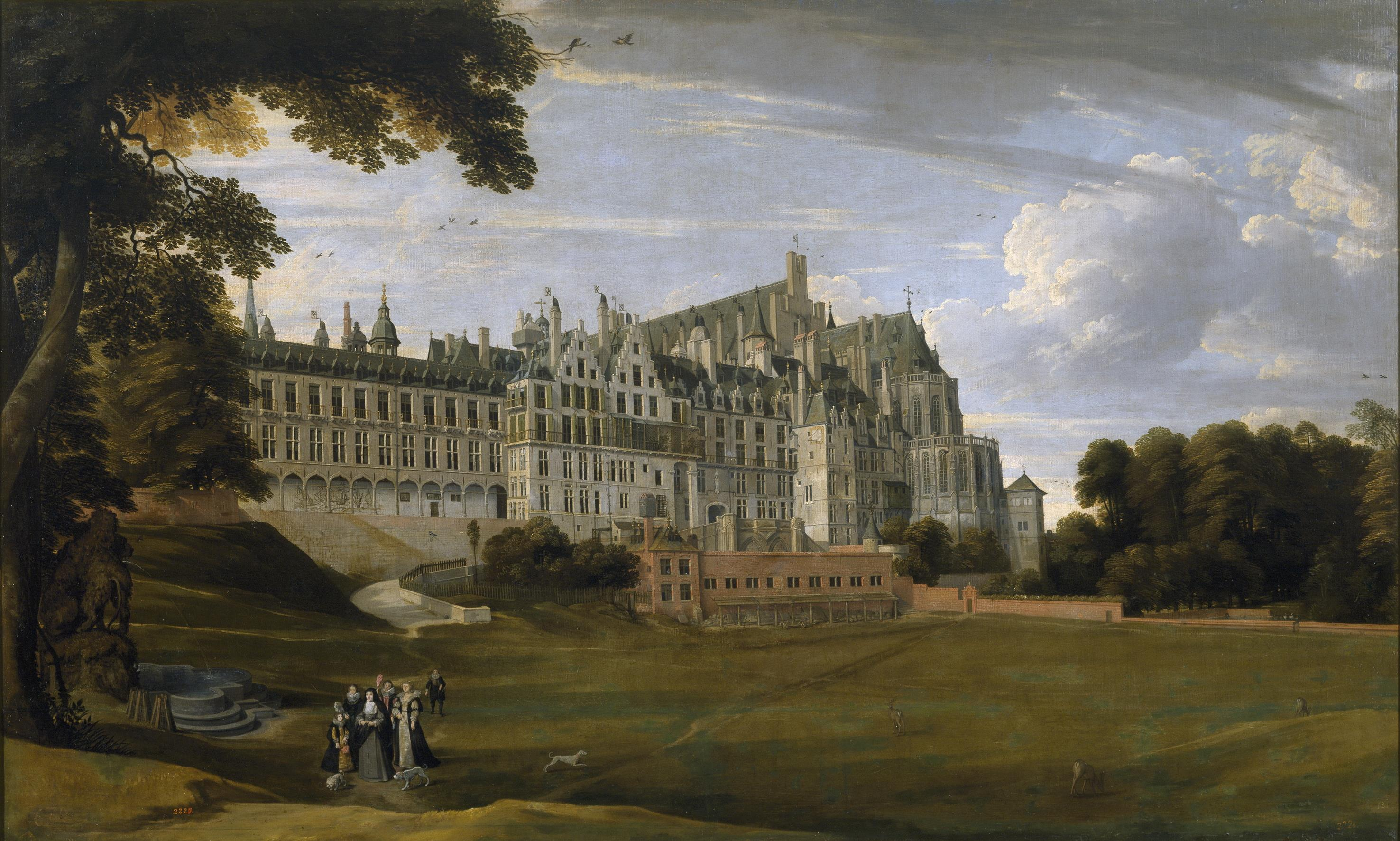
Coudenberg 1627.

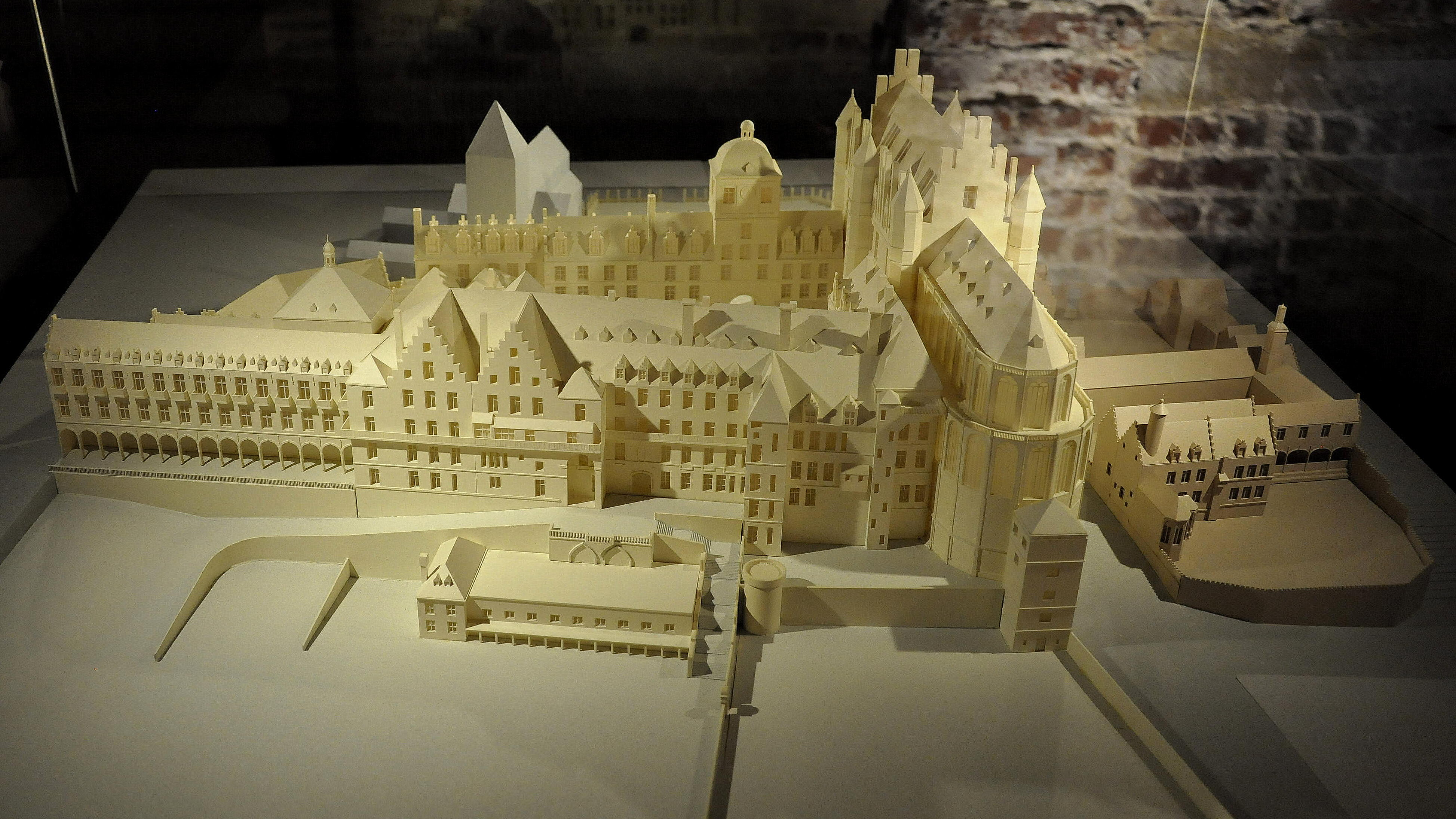
Modell av Coudenberg

Coudenberg var ett stort palats som låg i Bryssel i nuvarande Belgien.  Det var ett centrum för den statsmakt som utövades från Bryssel i sjuhundra år - från grevar, hertigar, kungar, kejsare och ståthållare - från 1000-talet tills det brann ned 1731. Det har varit föremål för utgrävningar och delar av dess arkeologiska fyndplatser är öppna för allmänheten. 

## Historik
Coudenberg härstammar från den borg som anlades på en kulle ovanför Bryssel omkring sekelskiftet 1100 av områdets dåvarande härskare, greven av Leuven. Borgen var sedan residens för hertigarna av Brabant, och byggdes ut alltmer under seklens lopp. Efter att hertigdömet Brabant år 1430 blev en del av hertigdömet Burgund byggdes borgen ut till ett vidsträckt palatsområde med många olika byggnader, bland dem en enorm festhall, Aula Magna, för offentliga ceremonier. I denna hall blev Karl V (tysk-romersk kejsare) myndigförklarad 1515, och där abdikerade han 1555.
Palatsområdet var ett centrum för ståthållarna i Spanska Nederländerna och sedan Österrikiska Nederländerna under 1600- och 1700-talen. Det bestod inte av en enhetlig byggnad, utan ett stort antal olika byggnader som på olika sätt hade byggts ihop under seklens lopp. Slottsområdet gjordes om i barockstil av regenten Isabella Clara Eugenia av Spanien i början av 1600-talet. 
Den 3 februari 1731 utbröt en brand i palatsköken och hela palatset brann ned. Ståthållaren flyttade till Nassaupalatset (senare Karl av Lothringens palats). Det fanns inte pengar att återuppbygga Coudenberg, och ruinområdet kom att kallas för Cour brûlée ('Brända hovet'). Endast kapellet och väggarna till Aula Magna var nästan oskadade. Ruinområdet stod kvar tills man år 1775-1782 lät uppföra torget Place Royale ovanpå området, och göra om lämningar av dess park till den nuvarande Brysselparken; på andra sidan parken uppfördes samtidigt två hus, som 1815-23 byggdes hop till det nuvarande Kungliga slottet i Bryssel.    